# بلفگور
بلفگور یا بعل‌پیور (عبری: בַּעַל-פְּעוֹר‎) (به عبری: בַּעַל-פְּעוֹר Baʿal-Pəʿōr، "ارباب شکاف")، در دیوشناسی مسیحی Baʿal-Pəʿōr یک شیطان است. . در کابالای بعدی، بلفگور شیطانی است که به مردم کمک می‌کند تا اکتشافات را انجام دهند. او مردم را با پیشنهاد اختراعات مبتکرانه ای که آنها را ثروتمند می‌کند، اغوا می‌کند.